# Pe-3
Pe-3 (ros. Пе-3) – radziecki dwumiejscowy ciężki myśliwiec z okresu II wojny światowej, wersja rozwojowa bombowca Pe-2.

Silnik WK-105PF (M-105) eksponowany w MLP w Krakowie

Samolot ten powstał w biurze konstrukcyjnym Władimira Petlakowa w roku 1941; projekt opracowano w cztery dni, był wersją rozwojową samolotu Pe-2. Pe-3 miał duży zasięg, co było użyteczne w roli myśliwca nocnego lub bombowca. Wersja myśliwca nocnego była wyposażona w dwa reflektory o średnicy 40 cm każdy. Jego główną wadą był brak opancerzenia chroniącego załogę od przodu, przez co ponosił wielkie straty podczas dziennych ataków na cele naziemne; miał też słabą radiostację.